# Allium fimbriatum var. denticulatum
Allium fimbriatum var. denticulatum es una especie de planta del género Allium, perteneciente a la familia de las amarilidáceas, del orden de las Asparagales. Originaria de América del Norte.

## Descripción
Es endémica de California, donde crece en la parte occidental del desierto de Mojave y al lado de las Montañas Tehachapi y el sur de Sierra Nevada.
Esta cebolla crece a partir de un bulbo de color marrón rojizo esférico u ovalado de poco más de un centímetro de largo. Produce un tallo de hasta 18 centímetros de altura y una sola hoja cilíndrica de hasta dos veces más longitud que el tallo. La inflorescencia contiene hasta 30 flores de color rosa a púrpura profundo. Los tépalos son dentados en sus extremidades.

## Taxonomía
Allium fimbriatum var. denticulatum fue descrita por Ownbey & Aase y publicada en Plant Life 28: 64, en el año 1972.
Etimología
Allium: nombre genérico muy antiguo. Las plantas de este género eran conocidos tanto por los romanos como por los griegos. Sin embargo, parece que el término tiene un origen celta y significa "quemar", en referencia al fuerte olor acre de la planta. Uno de los primeros en utilizar este nombre para fines botánicos fue el naturalista francés Joseph Pitton de Tournefort (1656-1708).
fimbriatum: epíteto latino que significa "con flecos".
Sinonimia
- Allium denticulatum (Ownbey & Aase) McNeal nom. illeg.[4]